# Nino Castelnuovo
Francesco "Nino" Castelnuovo (Lecco, 28 de octubre de 1936-Roma, 6 de septiembre de 2021) fue un actor italiano de cine, teatro y televisión, conocido por su papel protagónico como Guy Foucher en la película musical Los paraguas de Cherburgo, de 1964.
Otras películas notables de Castelnuovo incluyen Rocco y sus hermanos (1960), Camille 2000 (1969), L'emmerdeur (1973), Il prato macchiato di rosso (1973), Las pistolas cantaron a muerte (1966), Un esercito di 5 uomini (1969) y El paciente inglés (1996).

## Biografía y trayectoria artística

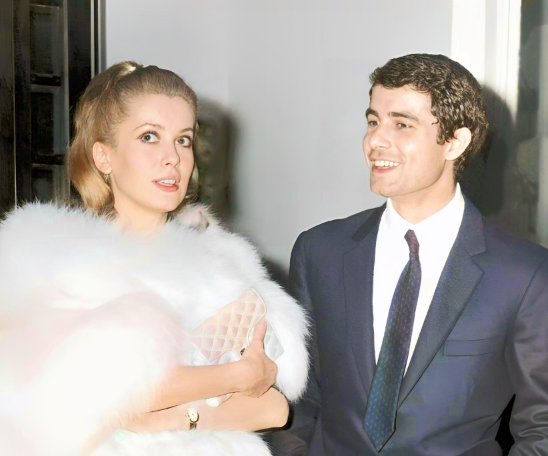
Fotografía en 1965

Nació el 28 de octubre de 1936 en Lecco, Reino de Italia. Fue el segundo hijo de cuatro hermanos: Pierantonio, Clemente y Marinella. Comenzó a trabajar de niño en Castello sopra Lecco. Después de practicar danza y gimnasia artística, en 1955 se trasladó a Milán, donde estudió en la Escuela Giorgio Strehler del Teatro Piccolo de Milán.
En 1957 comenzó a trabajar como mimo en televisión. Posteriormente lo hizo en cine en Un maledetto imbroglio (1959) de Pietro Germi, y continuó interpretando papeles secundarios en otras películas.
En 1964 logró fama internacional con el musical francés Los paraguas de Cherburgo de Jacques Demy, en el cual compartió su papel protagónico junto a una joven Catherine Deneuve.
En 1996 formó parte del elenco de la película El paciente inglés, interpretando el papel de un arqueólogo italiano de apellido D'Agostino.

### Fallecimiento
Nino Castelnuovo murió el 6 de septiembre de 2021 en Roma, Italia, a los ochenta y cuatro años.

## Filmografía
- 1956: Era di venerdì 17
- 1959: Un maledetto imbroglio

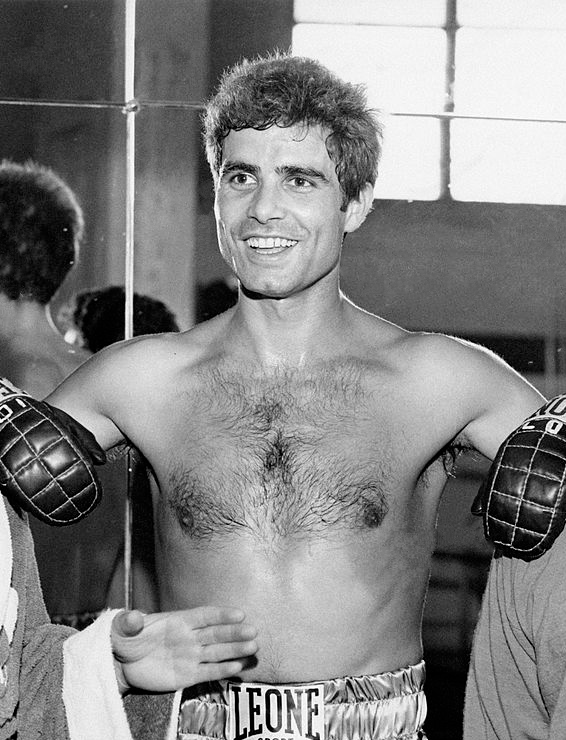
Nino Castelnuovo en 1968.

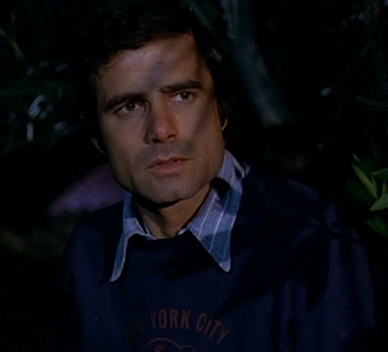
Nino Castelnuovo en la película "Quella età maliziosa" (1975).

- 1959: Monetine da cinque lire (film TV)
- 1960: The Angel Wore Red
- 1960: Rocco y sus hermanos
- 1960: La garçonnière
- 1960: Todos a casa
- 1960: Il gobbo
- 1961: Laura nuda (1961)
- 1961: A Day for Lionhearts
- 1961: Giorno per giorno, disperatamente
- 1962: Disneylandia (serie)
- 1962: Escapade in Florence
- 1963: Il giorno più corto
- 1963: Smania siciliana
- 1964: Los paraguas de Cherburgo
- 1964: Una sporca faccenda (1964)
- 1964: Sette contro la morte
- 1965: Le lit à deux places
- 1965: The Reward
- 1965: Made in Italy
- 1966: Un monde nouveau
- 1966: Andremo in città
- 1966: Le colt cantarono la morte e fu... tempo di massacro
- 1966: Les créatures
- 1967: I promessi sposi (miniserie)
- 1967: La cintura di castità
- 1968: Rose rosse per il führer
- 1968: Il mestiere di vincere (miniserie)
- 1969: Salvare la faccia
- 1969: Mercanti di vergini
- 1969: Amore e rabbia
- 1969: Un esercito di 5 uomini
- 1969: Camille 2000
- 1969: Certo, certissimo, anzi... probabile
- 1970: Il divorzio
- 1970: Three Coins in the Fountain (film TV)
- 1971: Bella di giorno moglie di notte
- 1972: Colpo grosso... grossissimo... anzi probabile
- 1972: Il bivio (miniserie)
- 1972: Sul filo della memoria (miniserie)
- 1972: Il socio (film TV)
- 1973: Il prato macchiato di rosso
- 1973: Vino e pane (miniserie)
- 1973: L'emmerdeur
- 1973: Gott schützt die Liebenden
- 1973: Scontro di notte (film TV)
- 1974: Un amour de pluie
- 1974: Corpo 36 (film TV)
- 1974: L'acqua cheta (film TV)
- 1975: Lo strano caso di via dell' Angeletto (film TV)
- 1975: Nude per l'assassino
- 1975: Ritratto di donna velata (serie)
- 1975: Signora Ava (miniserie)
- 1975: Amore mio spogliati... che poi ti spiego!
- 1975: Quella età maliziosa
- 1975: La collegiale
- 1976: A casa, una sera... (miniserie)
- 1976-1977: Chi? (serie)
- 1978: La gatta (miniserie)
- 1978-1979: Le affinità elettive (miniserie)
- 1979: I racconti fantastici di Edgar Allan Poe (miniserie)
- 1979: Luigi Ganna detective (serie)
- 1979: Sette uomini d'oro nello spazio
- 1981: Tutti insieme tempestosamente (serie)
- 1984: Un delitto (film TV)
- 1985: A viso coperto (film TV)
- 1986: Affari di famiglia (film TV)
- 1986: Lasciamoci così (serie)
- 1987: Vida privada' (miniserie)
- 1989: Quattro storie di donne (miniserie)
- 1993: Amico mio (serie)
- 1996: Il maresciallo Rocca (serie)
- 1996: El paciente inglés
- 1998: Una donna per amico (serie)
- 1998: Chiara (cortometraje)
- 1999: Un prete tra noi (serie)
- 1999: Vittoria di vinti (cortometraje)
- 1999: Non lasciamoci più (serie)
- 2000: Nando dell' Andromeda (film TV)
- 2001: Con gli occhi dell'assassino (film TV)
- 2003: Tutti i sogni del mondo (miniserie)
- 2003: Incantesimo 6 (serie)
- 2003: Senza la parola fine
- 2003: Incantesimo (serie)
- 2006: Questa è la mia terra (serie)
- 2010: Il sottile fascino del peccato
- 2013-2015: Le tre rose di Eva (serie)
- 2016: The Legacy Run